# كمبرلي (ألاباما)
كمبرلي (بالإنجليزية: Kimberly)‏ هي مدينة أمريكية تقع في ولاية ألاباما.تبلغ مساحة هذه المدينة 10.4 (كم²)،ويبلغ عدد سكانها 1801 نسمة حسب إحصاء سنة 2010 م.تشير الإحصاءات بأن الكثافة السكانية في هذه المدينة تقدر بـ(173.2) نسمة/كم2.

## التركيبة السكانية
حدّد مكتب تعداد الولايات المتحدة بيانات التركيبة السكانية لكمبرلي في تعداد الولايات المتحدة. في ما يلي، التركيبة السكانية حسب تعدادي 2000 و2010.

### تعداد عام 2000
بلغ عدد سكان كمبرلي 1,801 نسمة بحسب تعداد عام 2000، وبلغ عدد الأسر 652 أسرة وعدد العائلات 529 عائلة مقيمة في البلدة. في حين سجلت الكثافة السكانية 116.2 نسمة لكل كيلومتر مربع (301.0/ميل2). وبلغ عدد الوحدات السكنية 699 وحدة بمتوسط كثافة قدره 45.1 لكل كيلومتر مربع (116.8/ميل2).
وتوزع التركيب العرقي للبلدة بنسبة 95.78% من البيض و1.61% من الأمريكيين الأفارقة و0.61% من الأمريكيين الأصليين و0.17% من الأمريكيين ذوي الأصول الآسيوية و0.44% من الأعراق الأخرى و1.39% من عرقين مختلطين أو أكثر و1.17% من الهسبانيون أو اللاتينيون من أي عرق.
بلغ عدد الأسر 652 أسرة كانت نسبة 44.9% منها لديها أطفال تحت سن الثامنة عشر تعيش معهم، وبلغت نسبة الأزواج القاطنين مع بعضهم البعض 68.3% من أصل المجموع الكلي للأسر، ونسبة 9.5% من الأسر كان لديها معيلات من الإناث دون وجود شريك، بينما كانت نسبة 3.4% من الأسر لديها معيلون من الذكور دون وجود شريكة وكانت نسبة 18.9% من غير العائلات. تألفت نسبة 17% من أصل جميع الأسر من عدة أفراد يعيشون في نفس المنزل ونسبة 8.4% كانت تتألف من شخص يعيش بمفرده يبلغ من العمر 65 عاماً أو أكثر. وبلغ متوسط حجم الأسرة المعيشية 2.76، أما متوسط حجم العائلات فبلغ 3.11.
بلغ العمر الوسطي للسكان 34.3 عاماً. وكانت نسبة 29.3% من القاطنين تحت سن الثامنة عشر، وكانت نسبة 6.7% بين الثامنة عشر والرابعة والعشرين عاماً، ونسبة 33.1% كانت واقعةً في الفئة العمرية ما بين الخامسة والعشرين والرابعة والأربعين عاماً، ونسبة 20.5% كانت ما بين الخامسة والأربعين والرابعة والستين، ونسبة 10.5% كانت ضمن فئة الخامسة والستين عاماً فما فوق. يوجد لكل 100 أنثى 99.4 ذكر، ويوجد لكل 100 أنثى في الثامنة عشر من عمرها فما فوق 91.6 ذكر.
بلغ متوسط دخل الأسرة في البلدة 46,343 دولارًا، أما متوسط دخل العائلة فبلغ 52,109 دولارًا. وكان متوسط دخل الذكور 36,977 دولارًا مقابل 29,150 دولارًا للإناث. وسجل دخل الفرد الخاص بالبلدة 17,055 دولارًا. وكانت نسبة 6.7% من العائلات ونسبة 7.7% من السكان تحت خط الفقر، وكان من هؤلاء نسبة 9.5% تحت سن الثامنة عشر ونسبة 15.8% في الخامسة والستين من العمر وما فوق.

### تعداد عام 2010
بلغ عدد سكان كمبرلي 2,711 نسمة بحسب تعداد عام 2010، وبلغ عدد الأسر 932 أسرة وعدد العائلات 752 عائلة مقيمة في البلدة. في حين سجلت الكثافة السكانية 174.9 نسمة لكل كيلومتر مربع (453.0/ميل2). وبلغ عدد الوحدات السكنية 1,002 وحدة بمتوسط كثافة قدره 64.6 لكل كيلومتر مربع (167.3/ميل2).
وتوزع التركيب العرقي للبلدة بنسبة 96.20% من البيض و1.81% من الأمريكيين الأفارقة و0.44% من الأمريكيين الأصليين و0.59% من الأمريكيين ذوي الأصول الآسيوية و0.30% من الأعراق الأخرى و0.66% من عرقين مختلطين أو أكثر و0.81% من الهسبانيون أو اللاتينيون من أي عرق.
بلغ عدد الأسر 932 أسرة كانت نسبة 46.9% منها لديها أطفال تحت سن الثامنة عشر تعيش معهم، وبلغت نسبة الأزواج القاطنين مع بعضهم البعض 67% من أصل المجموع الكلي للأسر، ونسبة 10.2% من الأسر كان لديها معيلات من الإناث دون وجود شريك، بينما كانت نسبة 3.5% من الأسر لديها معيلون من الذكور دون وجود شريكة وكانت نسبة 19.3% من غير العائلات. تألفت نسبة 16.8% من أصل جميع الأسر من عدة أفراد يعيشون في نفس المنزل ونسبة 6.9% كانت تتألف من شخص يعيش بمفرده يبلغ من العمر 65 عاماً أو أكثر. وبلغ متوسط حجم الأسرة المعيشية 2.91، أما متوسط حجم العائلات فبلغ 3.28.
بلغ العمر الوسطي للسكان 35.4 عاماً. وكانت نسبة 28.7% من القاطنين تحت سن الثامنة عشر، وكانت نسبة 8% بين الثامنة عشر والرابعة والعشرين عاماً، ونسبة 29% كانت واقعةً في الفئة العمرية ما بين الخامسة والعشرين والرابعة والأربعين عاماً، ونسبة 25.4% كانت ما بين الخامسة والأربعين والرابعة والستين، ونسبة 9% كانت ضمن فئة الخامسة والستين عاماً فما فوق. وتوزع التركيب الجنسي للسكان بنسبة 48.7% ذكور و51.3% إناث.